# Ястшембская, Мирослава
Мирослава Ястшембская (пол. Mirosława Jastrzębska, урождённая Квятковская, 21 марта 1921 — 24 октября 1982) — польский учёный, этнограф и музейный куратор.
Она окончила Университет имени Марии Склодовской-Кюри по специальности «этнография и этнология» и в 1951 году под руководством Юзефа Гаека защитила магистерскую диссертацию на тему «Народная архитектура в деревне Смолянка, повят Лукув» (пол. Budownictwo ludowe we wsi Smolanka, pow. Łuków). После этого она работала в различных музеях. Как исследовательница она в основном интересовалась годовыми и семейными народными обрядами, а также народным искусством. Она была активным членом Польского этнологического общества: популяризировала народное искусство и другие предметы своей специализации, организуя ярмарки, конкурсы, выставки и лекции.
Мирослава Ястшембская была хранителем Краеведческого музея в Томашуве-Мазовецком.
В 1950 году она вышла замуж за Юзефа Ястшембского, также этнографа.

## Награды и почести
- Она была награждена Золотым крестом «За заслуги». Она также получила региональные отличия и награды, в том числе Премию Лодзинского воеводы в 1973 году[2].